# Hypertymesi
Hypertymesi eller hypertymestiskt syndrom är när en person har extraordinär minnesförmåga för vad personen gjort bakåt i tiden. En hypertymestisk person tänker mycket ofta på sitt förflutna och kan upprepa vad personen har gjort nästan varje dag i sitt liv i mycket hög detalj.
Alla män som har hypertymesi är också vänsterhänta, vilket skulle kunna vara ett sammanträffande men också en konsekvens av diagnosen.

## Exempel på personer med hypertymesi
- Jill Price, minns alla dagar sedan hon fyllde fjorton år.[3]
- Rebecca Sharrock, minns allt sedan hon var 12 dagar gammal[4]
- Rick Baron, minns alla dagar i sitt liv och offentliga evenemang som han sedan tävlar om i Jeopardy.[5]
- Brad Williams, anses ha ett av de bästa minnen i världen och är med i dokumentären Unforgettable.[6]
- Bob Patrella, minns alla dagar sedan han fyllde fem år.[7]
- Daniel McCarthy, mindes alla dagar från han fyllde nio år och var otroligt bra på huvudräkning.[8]